# Шяуляй (аеропорт)
Міжнародний аеропорт Шяуляй (лит. Zoknių oro uostas) (IATA: SQQ, ICAO: EYSA)  — міжнародний аеропорт, розташований за 7 км NE від міста Шяуляй, Литва. Займає територію загальною площею 471 га. В даний час аеропорт є найбільшим вантажним хабом країн Балтії. Аеропорт обладнаний двома злітно-посадковими смугами довжиною 3500 і 3280 метрів. Покриття обох смуг виконано з асфальтобетону. 

## Історія
Аеропорт «Шяуляй» розпочав свою діяльність перед Другою світовою війною. Він був побудований у 1935 році і був використаний як військова база для незалежної Литовської держави. Після Другої світової війни, радянські ВПС захопили аеропорт «Шяуляй», і побудували дві паралельних злітно — посадкових смуг довжиною 3,5 і 3,2-км відповідно.
Після відновлення незалежності Литви, аеродром змінив свою орієнтацію для задоволення цивільних потреб. Таким чином, було вирішено адаптувати аеропорт для міжнародних вантажних і пасажирських перевезень.
У 1994 році литовський уряд надав для аеропорту «Шяуляй» статус міжнародного аеропорту. Для цієї мети була встановлена навігаційна система; була побудована нова вежа управління повітряним рухом; відремонтовано поверхню злітно — посадкової смуги; руліжні доріжки були реконструйовані; дренажні та освітлювальні системи відновлені.

## Використання аеропорту
Аеропорт має змішане військове і цивільне застосування. Аеропорт «Шяуляй» є центром базування для військово-повітряних сил (повітряної поліції) передового розгортання НАТО в країнах Балтії, які забезпечують безпеку повітряного простору для трьох балтійських членів НАТО (Литви, Латвії та Естонії).

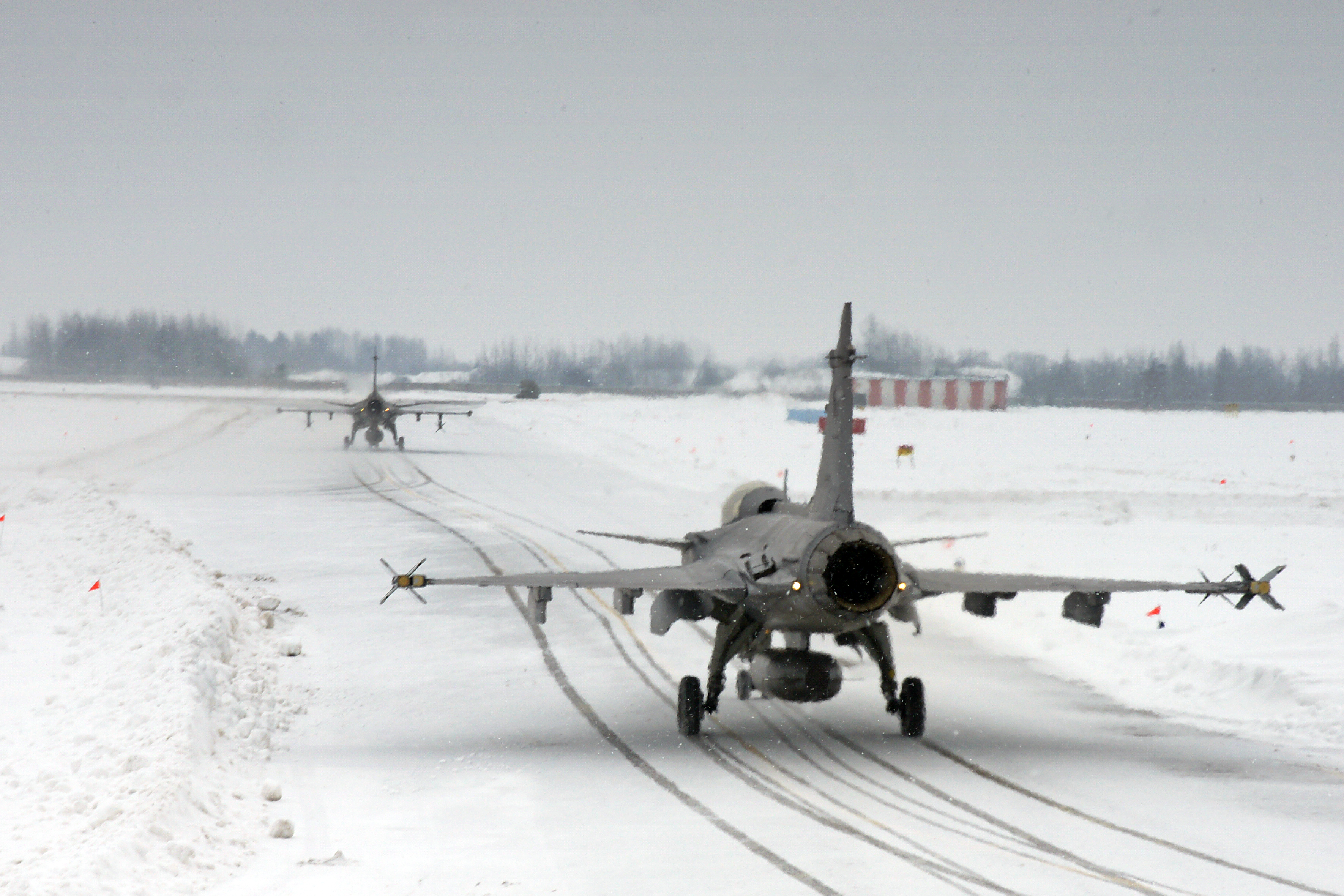
Місія повітряної поліції НАТО в аеропорту «Шяуляй»

Власник аеропорту литовська армія, тому пріоритет використання аеродрому йде на військові польоти. В даний час польотів цивільних повітряних суден і наземне обслуговування організовує муніципальна компанія ŠIAULIŲ ORO Uostas, створена в 2004 році. Компанія використовує інфраструктуру військового аеродрому для обслуговування цивільних повітряних суден. Це єдиний аеропорт такого типу в Литві.

## Особливості аеропорту
Міжнародний аеропорт «Шяуляй» єдиний аеропорт в східній частині Європейського Союзу, де не застосовують будь-яких обмежень по шуму в денний і в нічний час. Це найбільший аеропорт зі злітно-посадковими смугами в Прибалтиці. Обладнання аеропорту дозволяє обслуговувати найважчі літаки в будь-яких метеоумовах.

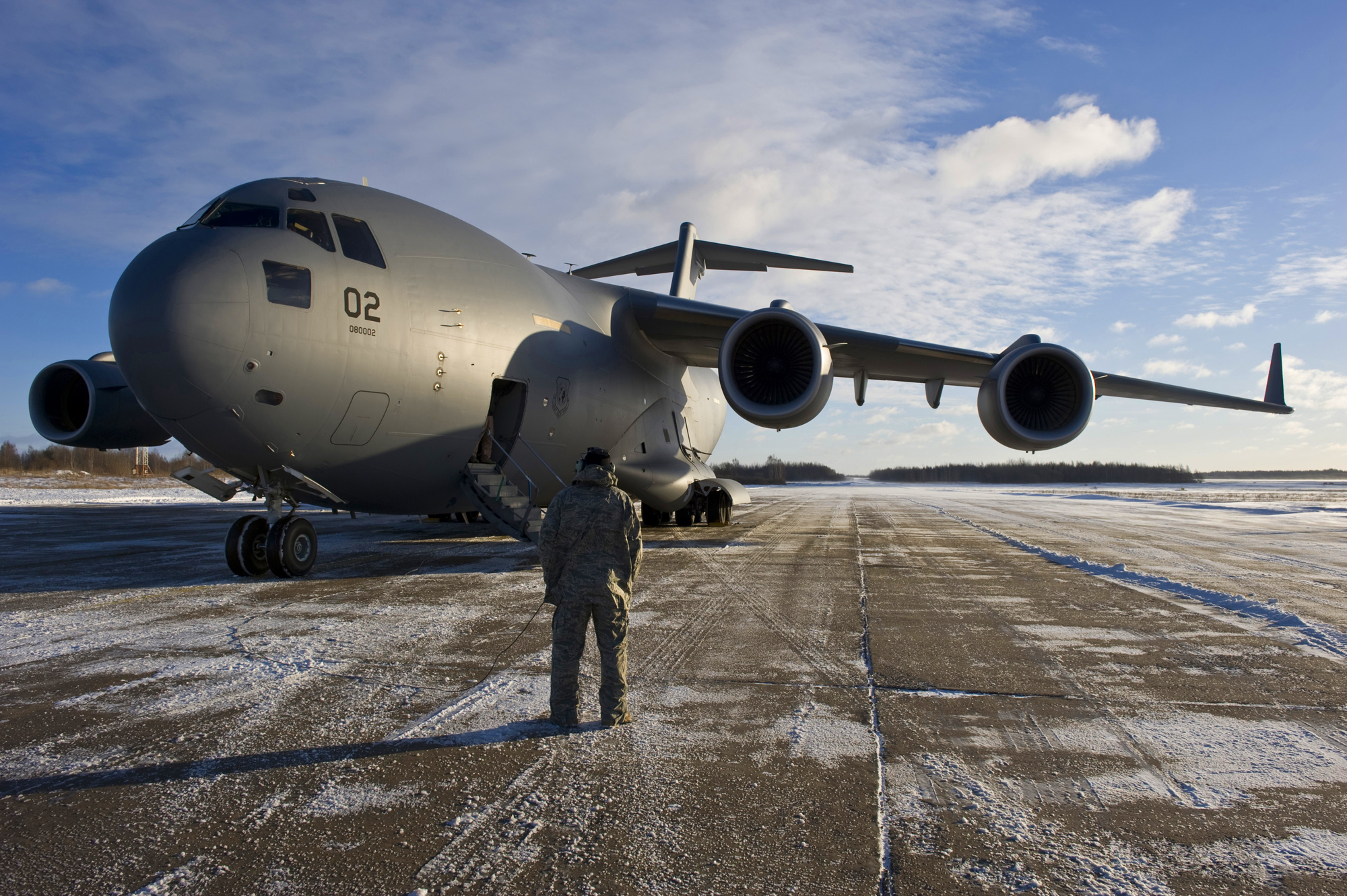
Boeing C-17 Globemaster III на злітно-посадковій смузі аеропорту

## Дані аеропорту
- Пасажирських терміналів — 1;
- Вантажних терміналів — 1;